# Bep Voskuijl
Elisabeth (Bep) Voskuijl (Amsterdam, 5 juli 1919 - Amsterdam, 6 mei 1983) was een van de helpers van Anne Frank en de andere onderduikers in het Achterhuis. Ze is bekend geworden door het dagboek van Anne Frank, waarin ze in vroege edities voorkwam onder het pseudoniem 'Elli Vossen'. Voskuijl bracht na de arrestatie van de onderduikers delen van Annes dagboeken in veiligheid, net als helpster Miep Gies.

## Jeugd
Bep Voskuijl werd in 1919 geboren in het gezin van Johannes Hendrik Voskuijl en Christina Sodenkamp. Ze had nog zes jongere zussen (onder wie een tweeling) en een broer. Voskuijl groeide op in de Von Zesenstraat in de Amsterdamse Dapperbuurt, in de Fraunhoferstraat in de Watergraafsmeer en later in de Lumeijstraat in Amsterdam-West. Ze bezocht de Elthetoschool in Amsterdam-Oost, die ze in 1931 verliet om te gaan werken. Met baantjes in hotels, bij een banketbakker en in een lunchroom moest ze het kroostrijke gezin van haar ouders zien te ondersteunen.
In 1937 volgde ze opleidingen Duits, stenografie en boekhouden aan het instituut Schoevers in Amsterdam, waarna ze als stenotypiste werd aangenomen bij Opekta, het bedrijf van Otto Frank. Ook haar vader kwam bij het bedrijf terecht, eerst als magazijnbediende, later als magazijnopzichter.
Na verloop van tijd leerde Bep Voskuijl het gezin van Otto Frank zijn vrouw Edith Holländer en dochters Margot en Anne beter kennen. Ze raakte ook bevriend met Miep Gies en maakte kennis met Victor Kugler en Johannes Kleiman, allen medewerkers van Opekta die later tot de helpers van het Achterhuis zouden behoren.

## Helpster in het Achterhuis
In mei 1940 viel het Duitse leger Nederland binnen, waarna algauw de eerste anti-Joodse maatregelen volgden. Datzelfde jaar verhuisde Otto Frank zijn bedrijf naar een pand aan de Prinsengracht, waar hij het Achterhuis begon in te richten als schuilplaats. In juni 1942 werd Bep Voskuijl door Frank in vertrouwen genomen over zijn onderduikplannen. Ze had al gemerkt dat er meubelen naar boven werden gedragen en dat haar collega's soms met elkaar fluisterden, maar ze stelde geen vragen.
Op 6 juli 1942 doken de Franks onder in het Achterhuis, later vergezeld door het gezin Van Pels en tandarts Fritz Pfeffer. Bep Voskuijl regelde veel praktische zaken voor de acht onderduikers. Zo zorgde ze voor melk en kleding. Ook leverde ze onder haar eigen naam cursussen waarmee Anne en Margot stenografie hebben geleerd. Margot volgde op deze manier ook een schriftelijke cursus Latijn. Bep Voskuijls vader, die ook in vertrouwen werd genomen, timmerde de draaiende boekenkast waarachter de ingang naar het Achterhuis schuilging.
Bep Voskuijl en haar vader lieten het gezin Voskuijl in het ongewisse over hun hulp aan de onderduikers.

### Vriendschap met Anne Frank
Bep Voskuijl raakte tijdens de onderduik goed bevriend met Anne, die tien jaar jonger was. Otto Frank herinnerde zich na de oorlog dat de twee 'dikwijls met elkaar in een hoekje stonden te fluisteren'. Ze deelden hun liefde voor films en praatten vaak over jongens, zeker nadat Anne verliefd was geworden op onderduiker Peter van Pels.
Bep Voskuijl lunchte vaak bij de onderduikers. In haar dagboek beschreef Anne haar als 'huis- en tafelgenote': 'Bep heeft een gezonde eetlust. Laat niets staan, is niet kieskeurig. Met alles kan men haar plezieren en dat juist pleziert ons. Vrolijk en goedgehumeurd, gewillig en goedig, dat zijn haar kenmerken.' Ook bleef ze in oktober 1942 een nacht in het Achterhuis logeren, op vraag van Anne, maar ze deed geen oog dicht. 'Dan kraakte er weer eens een balk of een deur, dan was het weer iets buiten op de gracht, een windstoot die een boom deed kraken of een auto in de verte, die dichterbij kwam. En dan steeds weer de klokken van de Westertoren! Dat zijn toch eigenlijk heel bekende en vertrouwde geluiden, nietwaar, maar die nacht hielden ze mij alleen maar wakker', vertelde ze in een zeldzaam interview.
Terwijl ze haar dagboek afschermde voor de overige onderduikers, las Anne aan Voskuijl soms voor uit haar aantekeningen. Anne schreef vaak over haar, bijvoorbeeld over haar vriend, die in 1942 werd opgeroepen voor de arbeidsinzet. Voskuijl bevoorraadde Anne met doorslagpapieren uit de kantoorvoorraad.

## Arrestatie van de onderduikers
Op 4 augustus 1944 werden de onderduikers na verraad gearresteerd door de Sicherheitsdienst. In het kantoor werd Voskuijl samen met Miep Gies en Johannes Kleiman opgedragen om te blijven zitten, maar ze wist te ontkomen en dook onder. Miep werd niet meegenomen, maar Kugler en Kleiman werden samen met de acht onderduikers gearresteerd.
Vader Voskuijl, die aan kanker leed en in bed zijn dagen sleet, ging dezelfde avond nog na spertijd naar de Prinsengracht om sporen te wissen. Bep Voskuijl ging de dag erop na kantoortijd terug naar het Achterhuis, om met haar eigen ogen te kunnen zien dat haar vrienden waren gearresteerd, zoals ze later aan haar zus Diny zou vertellen.

### Vinden van Annes dagboeken
In het Achterhuis vond Bep Voskuijl later een deel van Annes dagboeken terug, met name het gedeelte dat Anne sinds mei 1944 had herschreven en aangevuld met het oog op publicatie. Miep Gies had al eerder een deel van de dagboeken gevonden en later nam ook magazijnmedewerker Willem van Maaren nog wat papieren mee uit de voormalige schuilplaats, die hij aan Voskuijl gaf. Toen in 1945 bleek dat van alle onderduikers alleen Otto Frank de kampen had overleefd, overhandigde Miep Gies hem de dagboeken van zijn jongste dochter.

## Na de oorlog
Kort na de bevrijding overleed Johannes Voskuijl aan maagkanker. Otto Frank was aanwezig op de begrafenis in december 1945. In diezelfde periode leerde Bep Voskuijl Cornelis van Wijk kennen, met wie ze in 1946 trouwde. Het echtpaar kreeg vier kinderen: drie zoons (Ton, Cok en Joop) en in 1960 een dochter, die ze naar Anne Frank vernoemde.
Voskuijl behield na de oorlog haar vriendschappen met zowel Otto Frank als Victor Kugler. Frank emigreerde naar Zwitserland en Kugler naar Canada, maar met beiden bleef ze intensief corresponderen. De herinnering aan haar oorlogsverleden viel Voskuijl zwaar, maar ze bleef alles wat rond Annes dagboek gebeurde op de voet volgen. In 1956 was ze samen met Miep en Jan Gies in Amsterdam aanwezig op de première van het toneelstuk Het Dagboek van Anne Frank. Voor Voskuijl een aangrijpende gebeurtenis, zo blijkt uit een brief aan Otto Frank: 'Aan de ene kant de werkelijkheid die ik weer beleefd had en aan de andere kant het spel, de kunst, ik kon niet combineren.' In 1959 had ze tijdens de Nederlandse première van de film The Diary of Anne Frank een ontmoeting met koningin Juliana. Ook bij de opening van het Achterhuis als museum in 1960 was ze samen met Miep Gies aanwezig.

### Publiciteit
De laatste decennia van haar leven trad Voskuijl amper in de publiciteit, waardoor haar hulp aan de onderduikers in het Achterhuis onderbelicht bleef. Aan Otto Frank bekende ze dat ze er niet van hield om interviews te geven over haar oorlogsverleden: 'Het liefst zou ik me van alles distantiëren (...). Ook de prettige dingen, zoals uitnodigingen hier en daar, doen me breken van zenuwen voor en daarna. U weet, taalgebrek speelt hier de grootste hoofdrol. Ik weet dat U het allemaal goed bedoelt en waardeer het ook zeer en wil geenszins een breuk met iemand in ons Opekta-kringetje. (...) Ik zal er alles aan doen om het symbool van de geïdealiseerde Anne Frank hoog te houden, wat bij mij (...) gepaard gaat met het altijd denken aan alles wat er gebeurd is, waarvan ikzelf getuige was. Dit grote verdriet gaat nooit uit mijn hart.'
In 1971 zou Voskuijl, net als Miep en Jan Gies, Victor Kugler en Johannes Kleiman, de eretitel Rechtvaardige onder de Volkeren van Yad Vashem in Israël ontvangen, op voorspraak van Otto Frank.
Bep Voskuijl overleed in 1983 op 63-jarige leeftijd aan een hartaderbreuk, nadat haar gezondheid al jaren was achteruitgegaan. Ze werd begraven op de Nieuwe Oosterbegraafplaats in Amsterdam. In een artikel in De Telegraaf typeerde Miep Gies haar vroegere collega als 'een lieve en zachte persoonlijkheid, een goede kameraad ook, van wie je altijd op aan kon. (...) Elli en ik spraken wel veel over vroeger, eigenlijk praatten we over niks anders. Ze heeft het allemaal heel intens beleefd (...).'

## Biografie
In 2015 publiceerden de Belgische journalist Jeroen De Bruyn en Joop van Wijk, Bep Voskuijls jongste zoon, hun biografie 'Bep Voskuijl, het zwijgen voorbij. Een biografie van de jongste helpster van het Achterhuis'. Uit het boek blijkt dat Voskuijls rol in de onderduik op de Prinsengracht groter was dan voorheen werd aangenomen. De biografie kreeg zowel in België als Nederland media-aandacht, mede omdat de auteurs Beps zus Nelly (1923-2001) noemden als een mogelijke verdachte van het verraad van het Achterhuis. De auteurs maakten bekend dat Nelly Voskuijl niet alleen voor de Duitsers werkte, maar ook verschillende Duitse soldaten in haar kennissen- en vriendenkring had. Ze had ook een tijd een relatie met een Oostenrijkse onderofficier.
Volgens De Bruyn en Van Wijk schreef Anne Frank geregeld over Nelly in haar dagboeken. 'Op de radio hebben ze al meer dan één keer gezegd, dat dergelijke mensen (...) na de oorlog straf zullen krijgen voor hun landverraad', schreef Anne op 11 mei 1944. 'Voor Nelly zou het de beste oplossing zijn als ze maar met zo'n Duitser zou trouwen, dan zou ze gewoon als Duits staatsburger behandeld worden.' Deze en andere passages werden deels geweerd uit de wetenschappelijke editie van Annes dagboeken door het NIOD in Amsterdam, op vraag van Nelly Voskuijl zelf.
Volgens Bertus Hulsman, die de auteurs konden interviewen, wist Nelly dat haar vader en zus Joden hielpen onderduiken. De Bruyn en Van Wijk wijzen er voorts op dat Karl Silberbauer, de SS'er die de onderduikers arresteerde, na de oorlog zou hebben beweerd dat een vrouw het verraderlijke telefoontje had gepleegd. De auteurs vinden het curieus dat Bep haar sterke verdenkingen jegens magazijnknecht Willem van Maaren liet vallen nadat Simon Wiesenthal Silberbauer in 1963 had weten op te sporen. Na deze periode zou Bep nog amper interviews geven of op de voorgrond treden.